# Rakove, Voznesensk
Rakove (în ucraineană Ракове) este un sat în comuna Novohrîhorivka din raionul Voznesensk, regiunea Mîkolaiiv, Ucraina.

## Demografie
Componența lingvistică a localității Rakove
     Ucraineană (89,41%)
     Rusă (6,5%)
     Română (2,4%)
     Alte limbi (1,26%)
Conform recensământului din 2001, majoritatea populației localității Rakove era vorbitoare de ucraineană (89,41%), existând în minoritate și vorbitori de rusă (6,5%) și română (2,4%).